# Clubiona sjostedti
Clubiona sjostedti là một loài nhện trong họ Clubionidae.
Loài này thuộc chi Clubiona. Clubiona sjostedti được Roger de Lessert miêu tả năm 1921.